# Marianna (Arkansas)
Marianna is een plaats (city) in de Amerikaanse staat Arkansas, en valt bestuurlijk gezien onder Lee County.

## Demografie
Bij de volkstelling in 2000 werd het aantal inwoners vastgesteld op 5181.
In 2006 werd het aantal inwoners door het United States Census Bureau geschat op 4688, een daling van 493 (-9,5%). In 2020 was het inwonersaantal verder gedaald tot 3575, de dichtheid bedroeg toen 382/km².

## Geografie
Volgens het United States Census Bureau beslaat de plaats een oppervlakte van
9,3 km², geheel bestaande uit land. Marianna ligt op ongeveer 65 m boven zeeniveau.

## Plaatsen in de nabije omgeving
De onderstaande figuur toont nabijgelegen plaatsen in een straal van 24 km rond Marianna.

## Geboren in Marianna
- Floyd Jones (1917-1989), bluesmuzikant (zang, gitaar, bas) en songwriter